# 小行星9113
小行星9113（英語：9113）是一颗围绕太阳公转的小行星。1997年2月3日，清水義定、浦田武在那智胜浦町发现了此天体。
这颗小行星的绝对星等为339.732929365509等。